# Giovanni Lavaggi
Giovanni Lavaggi, född 18 februari 1958 i Augusta, är en italiensk racerförare. En gata i Catania, kallad Via Giovanni Lavaggi, är döpt efter honom.

## Racingkarriär
Lavaggi, som egentligen var en konsulterande ingenjör och stor entusiast, tävlade kortvarigt i rally och senare i sportvagnar i en Porsche 962. Säsongen 1992 körde han formel 3000 för att förbereda sig inför utmaningen att köra Formel 1. Efter ett par tävlingar i Champ Car 1994 gjorde Lavaggi dock debut. Han fick köra fyra lopp för Pacific Grand Prix-stallet säsongen 1995, men var tvungen att bryta alla av olika skäl. Säsongen efter körde han för Minardi och kom då som bäst tia i Ungerns Grand Prix 1996. Därefter slutade Lavaggi att tävla i Formel 1.

## F1-karriär
| Säsong | Stall/Tillverkare | Poäng | Placering |
| ------ | ----------------- | ----- | --------- |
| 1995   | Pacific-Ford      | 0     | –         |
| 1996   | Minardi-Ford      | 0     | –         |